# Classe San Giorgio (cacciatorpediniere)
La classe San Giorgio di cacciatorpediniere della Marina Militare italiana era costituita da due unità, San Giorgio e il San Marco ottenute dalla ricostruzione di due precedenti incrociatori leggeri della Classe Capitani Romani della Regia Marina: il Pompeo Magno e il Giulio Germanico. 

## La ricostruzione
Nel dopoguerra, date le mutate esigenze della Marina Militare nel Mediterraneo venne deciso di trasformare le due unità in cacciatorpediniere. Per l'ex Pompeo Magno e per l'ex Giulio Germanico i lavori si svolsero dal 1953 al 1955 rispettivamente presso i Cantieri del Tirreno di Genova e la Navalmeccanica di Castellammare di Stabia.
Per le due unità i principali lavori di ricostruzione riguardarono l'armamento. Gli otto cannoni da 135/45, capaci di eseguire tiri assai precisi, ma privi di una soddisfacente capacità antiaerea, vennero rimossi e sostituiti con sei cannoni da 127/38mm statunitensi meno potenti ma con la fondamentale capacità di eseguire un efficace tiro contraerei. I cannoni erano configurati in tre torri binate, una prodiera e due a poppa. Al posto della seconda torre binata di prora venne installato un lanciabombe antisommergibile a tre canne di tipo Menon.
Venne riconfigurato anche l'armamento antiaereo con la rimozione degli otto cannoni da 37/54mm sostituiti da venti cannoni da 40/56mm in quattro impianti quadrupli e due impianti binati.
Il fuoco era controllato da una centrale di tiro US Mk 37 con radar Mk 25. Altri apparati elettronici erano il radar di scoperta aerea AN/SPS-6, il radar SG-6B per la scoperta di superficie e un sonar SQS-11.
L'armamento antisommergibile era completato da quattro lanciabombe antisommergibili laterali e una tramoggia bomba di scaricabombe antisommergibile.

## Unità

### San Giorgio
Il San Giorgio era entrato in servizio nella Regia Marina con il nome Pompeo Magno nel 1943 poco prima dell'armistizio. Dopo la radiazione dai quadri della Marina Militare era contraddistinto dalla sigla FV 1, ma nel 1950 venne decisa la sua ricostruzione come cacciatorpediniere e iscritto nei ruoli con il nome San Giorgio.
Terminati i lavori la nave, entrò in servizio, nella Marina Militare Italiana, il 1º luglio 1955 con la distintivo ottico D 562.
Nel 1963 e fino al 1965, il San Giorgio venne sottoposto nuovamente a lavori di modifica presso l'Arsenale di La Spezia per essere trasformato in nave scuola per gli allievi dell'Accademia Navale di Livorno, espletando tale compito fino al disarmo, avvenuto nel 1980.

### San Marco
Il San Marco era stato costruito con il nome Giulio Germanico nel Regio Cantiere Navale di Castellammare di Stabia. Impostato nel 1939 e varato nel 1941, stava completando l'allestimento quando venne firmato l'armistizio dell'8 settembre.
Caduto in mano ai tedeschi che avevano preso il controllo del cantiere navale, venne autoaffondato quando il successivo 28 settembre le truppe di occupazioni tedesche abbandonarono la città.
Dopo la guerra lo scafo del Giulio Germanico venne recuperato nel porto di Castellammare e dopo la radiazione contraddistinto dalla sigla FV 2, viste le buone condizioni complessive dello scafo nel 1950 venne decisa la sua ricostruzione come cacciatorpediniere e iscritto nei ruoli con il nome San Marco.
Terminati i lavori la nave entrò in servizio, nella Marina Militare Italiana il 1º gennaio 1956 con la matricola D 563, prestando servizio fino al 1971, quando venne posto in disarmo.

## Galleria d'immagini

Il San Giorgio alla fonda a Venezia
Il San Marco in navigazione